# Radovan Miškov
Radovan Miškov (Tenin, 17 marzo 1945) è un ex pallanuotista croato.

## Carriera

### Club
Iniziò la carriera agonistica nel 1963 nell'Jadran Spalato con cui militò per 19 anni vincendo anche un campionato jugoslavo d'inverno. Detiene il record assoluto di presenze nella storia del club spalatino con ben 324 presenze.

### Nazionale
Indosssò la calottina nazionale jugoslava per 70 volte vincendo una medaglia di bronzo all'Europeo di Barcellona 1970 ed una d'oro ai Giochi del Mediterraneo di Tunisi 1967.

## Palmarès

### Club

#### Trofei nazionali
- Campionato jugoslavo d'inverno: 1

Jadran Spalato: 1967